# Dietrich Huls
Dietrich Huls OFM († nach 1526) war seit 1507 Titularbischof von Sebaste in Cilicia und Weihbischof in Bremen, ab 1516 zusätzlich auch Weihbischof in Schwerin.

## Leben
Am 9. Juli 1507 wurde der aus Stade gebürtige Franziskaner Dietrich Huls, der zur Sächsischen Franziskanerprovinz (Saxonia) gehörte, von Papst Julius II. zum neuen Titularbischof von Sebaste in Cilicia und Weihbischof im Erzbistum Bremen ernannt. Ab 1508 bekleidete er auch das Amt des Bremer Generalvikars.
Anlässlich der Bestätigung der Postulation des minderjährigen Herzogs Magnus als Bischof von Schwerin durch die römische Kurie war auch die Anstellung eines Weihbischofs angeordnet worden. Für dieses Amt wurde nun Weihbischof Dietrich, welcher by unsers selgen vorfaren tyden etwelche jar officio pontificali vorgewesen, eyn redelick from und gelehrt mahn, ock tho sodann Amt fast wol geschickt, wie der ihn empfehlende Cristoph, Administrator des Erzbistums Bremen, ausdrücklich bemerkte, vorgesehen und angestellt. Im Text dieses Vertrages waren Bützow oder Rostock als Residenzorte vorgesehen.
Der Dominikaner-Prior Cornelis van Sneek bat am 19. September 1521 den Weihbischof Dietrich, den Diakon Otto Alerdes zum Priester und den Subdiakon Johann Spoyler zum Diakon zu weihen. Weihetag war der 21. September. Am 8. September 1522, dem Fest Mariä Geburt, wurde von einer weiteren Amtshandlung aus dem Klarissenkloster Ribnitz berichtet. Dort fand durch den wygelbiscop tho Swerin broder Dideryck Huls, des ordens Francisci ock eyn broder, va Stade ghebaren im Beisein des Vaters Herzog Heinrich die Einkleidung seiner alderleveste dochter Ursula statt, die sich schon seit 1514 im Kloster befand. Unter den Gästen wurde auch ihr Bruder Magnus, eyn ghkaren biscop tho Zwerin ausdrücklich genannt.
Auch für die Quatemberwoche der Fastenzeit 1523 wurde die Erteilung von Weihen durch den bestellten Weihbischof bezeugt. Am 23. Februar 1523 bat Friedrich Spangenberg, Prior des Greifswalder Dominikanerkonvents, um die Erteilung der Diakonatsweihe an den Bruder Joachim Braeckroghen, Subdiakon, zusammen mit den übrigen dazu bestimmten … Der Weihetag war der 28. Februar 1523.
Am 10. Oktober 1523, als sich das Luthertum auch in der Universitätsstadt Rostock bemerkbar machte und Papst Hadrian VI. das Schweriner Bistum anmahnte, wurde reverendus pater ac dominus Theodoricus episcopus Sebastensis et diocesis Zwerinensis in pontificalibus vicarius („der hochwürdige Pater und Herr Theoderich, Bischof von Sebaste und Bischofsvikar der Diözese Schwerin“) zum Rektor der Universität Rostock postuliert und am 26. Oktober als solcher publiziert, nachdem er erst wenig früher selbst an der Alma Mater, der er nun vorzustehen hatte, immatrikuliert worden war. Bischof Dietrich ist als Scholar von 1523 bis 1524 als Rektor der Universität und als Ehrendoktor geführt.
Auch 1527 hatte Bischof Dietrich noch dem Dominikanerprior Cornelius von Sneek in Greifswald die höhere Weihen  gespendet. Von seiner Tätigkeit als Schweriner Weihbischof ist letztmals 1528 zu hören, als Herzog Heinrich V. der Friedfertige seine Tochter froychen Sophia mit dem Herzog Ernst von Lüneburg verheiratete, nach christliker wanheyt dorch den wygelbiscop tho Zwerin broder Diderick Huls ordinis sunte Francisci …
Wie lange Bischof Dietrich als katholischer Bischof im Bistum Schwerin wirken konnte, ist nicht bekannt. Auch ob er im Schweriner Bistum oder anderswo seinen Lebensabend verbrachte, ist unbekannt geblieben, ebenso wie Tag und Ort seines Todes und Begräbnisses.

## Siegel
Im Siegel von Bischof Dietrich Huls steht der heilige Evangelist Johannes  mit einem Kelch, zu seinen Füßen das Wappen des Bischofs Dietrich.
Die Umschrift lautet: THEODORICUS EPISCOPUS SEBASTENSIS SUFFRAGANEUS ECCLESIE ET DIOCESIS ZWERINENSIS („Theoderich, Bischof von Sebaste, Suffragan der Kirche und der Diözese Schwerin“).